# Giovanni Luigi Fieschi
Giovanni Luigi Fieschi  (Génova, 1522 – ibid, 2 de enero de 1547) fue un noble genovés descendiente de una de las más ilustres familias de Liguria, los Fieschi, líder de una frustrada conjura contra los Doria en la que resultó muerto.  

## Vida

### Primeros años
Los Fieschi eran una de las familias antiguas e ilustres de Génova: entre sus antepasados hubo dos papas (Inocencio IV y Adriano V), una santa (Catalina de Génova), cinco cardenales y numerosos prelados, almirantes y generales de Génova.
El padre de Gianluigi, Sinibaldo Fieschi, tuvo una estrecha amistad con Andrea Doria, y prestó numerosos servicios a la República de Génova.  Su madre fue Maria Grosso Della Rovere, hija de Bartolomeo de la rama de Génova  Grosso Della Rovere.  Tuvo varios hermanos: Girolamo, Ottobono, Scipione, Cornelio, Camilla, Cattarina y Claudia.
Al morir su padre Sinibaldo en 1532, el primogénito Gianluigi se vio a los nueve años como cabeza de la familia y administrador de las tierras familiares.  La familia se fue a vivir al castillo de Montoggio.
En 1540 se casó con Eleonora Cybo, hija de los marqueses de Massa y Carrara Lorenzo Cybo y Ricciarda Malaspina, con quien no tuvo descendencia.  La pareja estableció su residencia en Génova. 

Génova en el.

### La conjura de Génova
En 1547 dirigió junto con sus hermanos la conspiración que terminó con su vida: celoso del poder que los Doria habían conquistado en Génova, planeó el asesinato de Andrea Doria, el de su sobrino y heredero Giannettino Doria y el de su socio de gobierno Adamo Centurione, con la intención de poner la República bajo la protección de Francisco I de Francia.   
El 2 de enero bloqueó el puerto de Génova donde se encontraban fondeadas las galeras de Andrea Doria mientras un numeroso grupo de sus partidarios tomaba las puertas de la ciudad, pero cayó al mar al cruzar sobre una pasarela entre dos naves y se ahogó hundido por el peso de su armadura.  Giannettino murió aquella noche, pero Andrea consiguió huir.
Tras su muerte, la conspiración fue derrotada y sus cómplices castigados con rigor.  Su hermano Girolamo fue asediado por las milicias de la República en el castillo de Montoggio y decapitado cuarenta días después; su otro hermano Ottobono fue capturado y asesinado cinco años más tarde en Porto Ercole; su palacio en la vía Lata de Génova fue destruido, y las propiedades familiares fueron confiscadas. 

### En la ficción
La historia de esa conspiración sirvió de base para varias obras de ficción: el alemán Friedrich Schiller estrenó en 1783 su tragedia "La conjura de Fieschi" (Die Verschwörung des Fiesco zu Genua) inspirada en este episodio histórico.  
En 1824 el francés Jacques-François Ancelot escribió la tragedia Fiesque,  
y en 1921 el italiano Ugo Falena dirigió la película muda del mismo título basada en la obra de Schiller y protagonizada por Goffredo D'Andrea.